# دانیلو اسوال
دانیلو اسوال (اسپانیایی: Danilo Aceval‎؛ زادهٔ ۱۵ سپتامبر ۱۹۷۵) یک بازیکن فوتبال اهل پاراگوئه است.

## تیم ملی
وی همچنین در تیم ملی فوتبال پاراگوئه بازی کرده است.